# Ивановский, Виктор Людвигович
Виктор Людвигович Ивановский (1855—1914) — российский архитектор, гражданский инженер, автор церковных и гражданских построек в Симбирске и Симбирской губернии.

## Биография
Окончил реальное училище (г. Ровно), затем — строительное училище (с 1882 — Институт гражданских инженеров) в Санкт-Петербурге.
С 1885 года — младший архитектор строительного отделения Симбирского губернского правления, затем — городской архитектор и гражданский инженер.
Виктор Людвигович Ивановский скончался от болезни сердца в г. Ницца (Франция) 22 февраля (7 марта) 1914 году.

## Постройки

Мемориальная табличка «Богодельня» (Ульяновск).

По проектам Ивановского реконструированы:
- Николаевский собор (Симбирск)[5].

- Церковь Всех Святых (Симбирск)[6].
- Церковь Александра Невского в Симбирске (приютская)[7].
- Достраивал Крестовоздвиженский собор в Карсуне[8].
- Руководил строительством каменных корпусов суконных фабрик Белоусова и Степанова на территории губернии.
- В 1894 году Виктор Людвигович Ивановский объединил пять строений городской богадельни разного стиля фигурной кирпичной кладкой с выступами, арками и карнизами[9].
- В 1894—1895 гг. по проекту архитектора Ивановского «Склад-магазин для земледельческих орудий» К. И. Юргенса (пристрой к Дому Гончарова) на Московской улице[10].

- В 1895 году, по проекту архитектора В. Л. Ивановского, в селе Еделево (Майнский район) был построен каменный храм во имя свв. Апостолов Петра и Павла[11][12].
- В 1895 году, по проекту архитектора В. Л. Ивановского, построен Покровский храм в селе Чердаклы[13].
- В 1901 году, по проекту гражданского инженера Виктора Людвиговича Ивановского, в Карсуне было построено каменное двухэтажное здание с мотивами русского стиля московского направления Карсунская земская управа, ныне Карсунский художественно-краеведческий музей[14].
- В 1901 году инженером В. Л. Ивановским был составлен проект на переделку дома А. Д. Сачкова на на углу Московской улицы (ныне улица Ленина) и Овражного переулка (переулок Комсомольский)[15].
- В 1903 по 1905 год городской архитектор Ивановский следил за ходом строительства Дома Симбирской губернской земской управы[16].

## Галерея

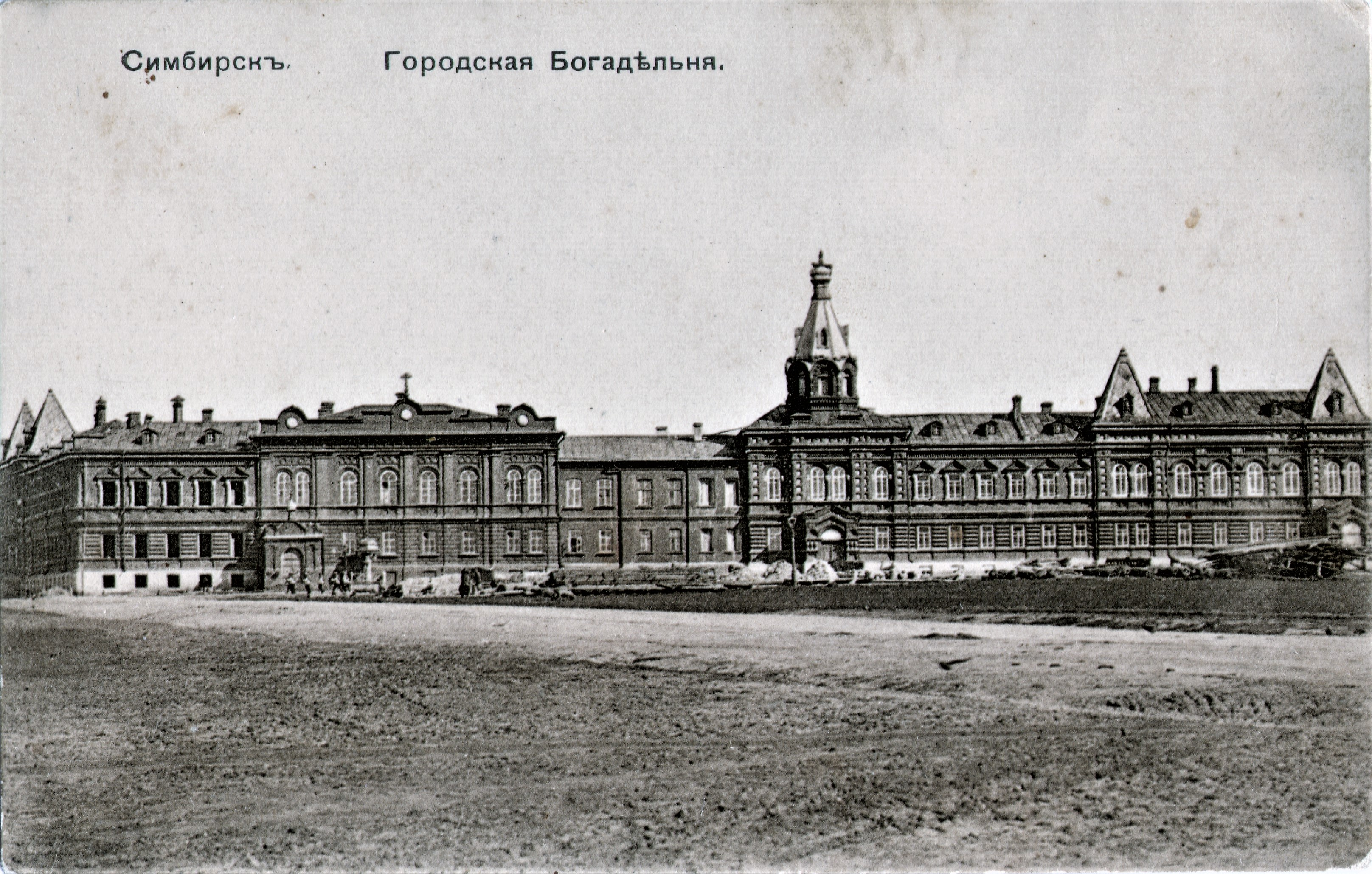
Городская богадельня, ныне старый корпус Ульяновского института гражданской авиации.
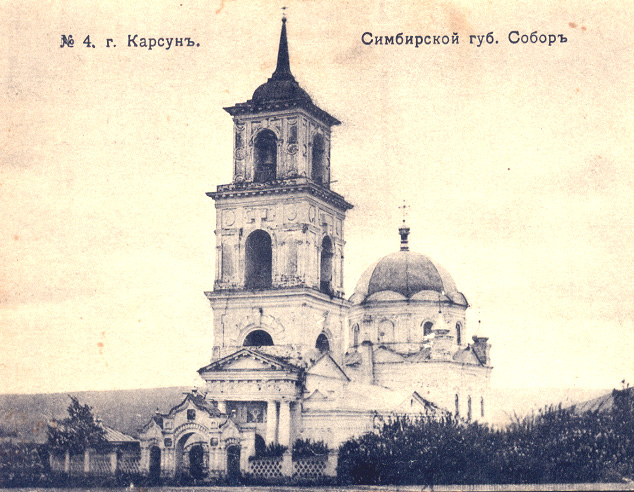
Крестовоздвиженский собор (Карсун) (утрачен).
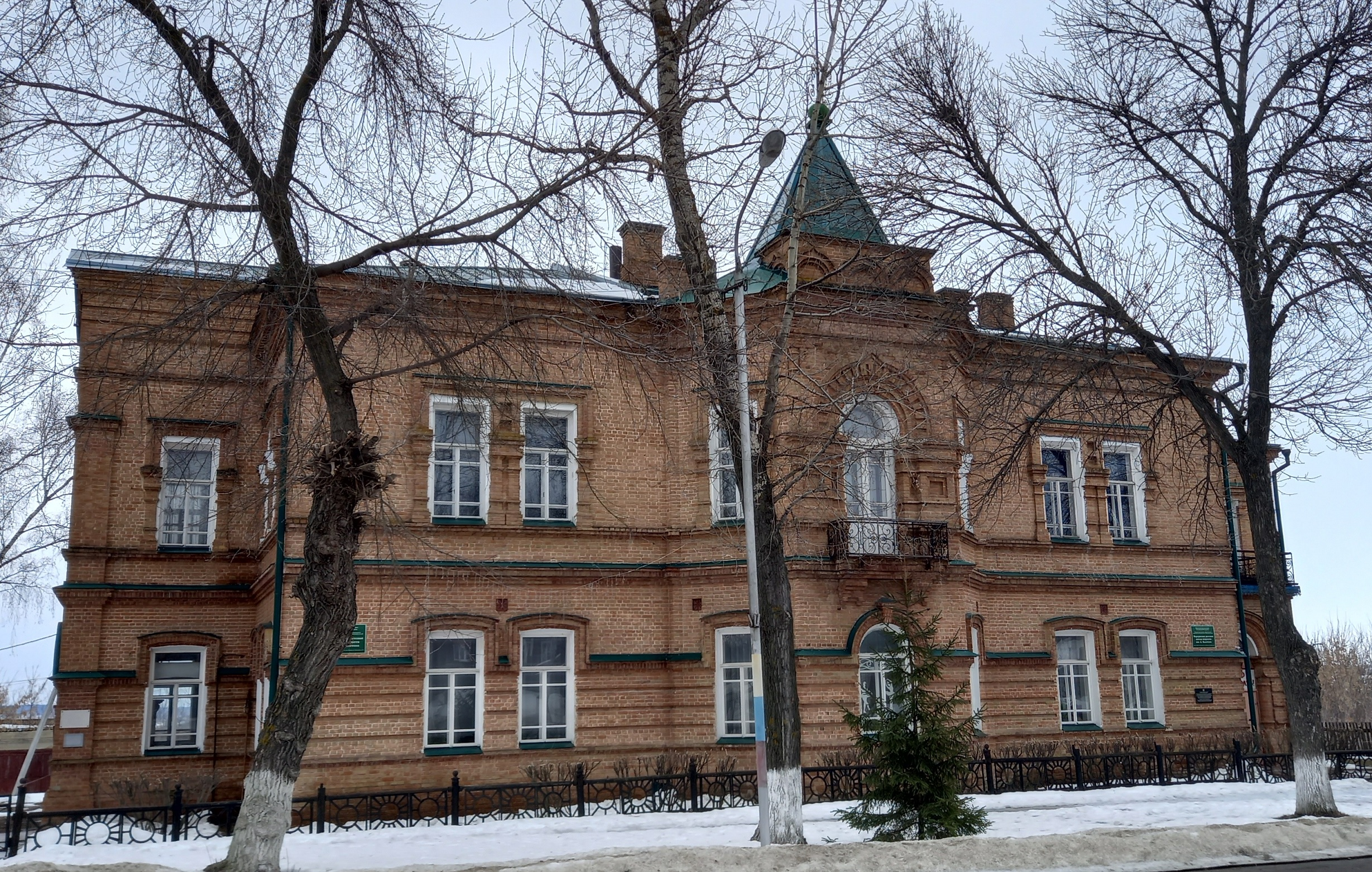
Художественно-краеведческий музей в Карсуне.
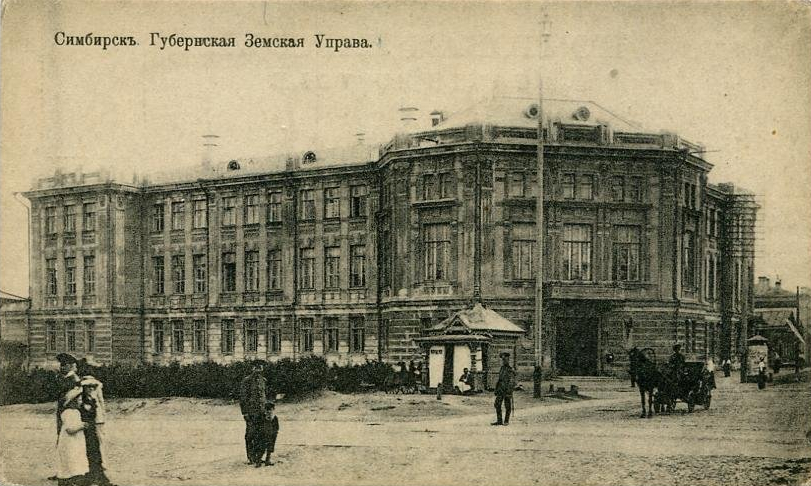
Симбирск, здание Губернской Земской Управы, ныне Главпочтамт.
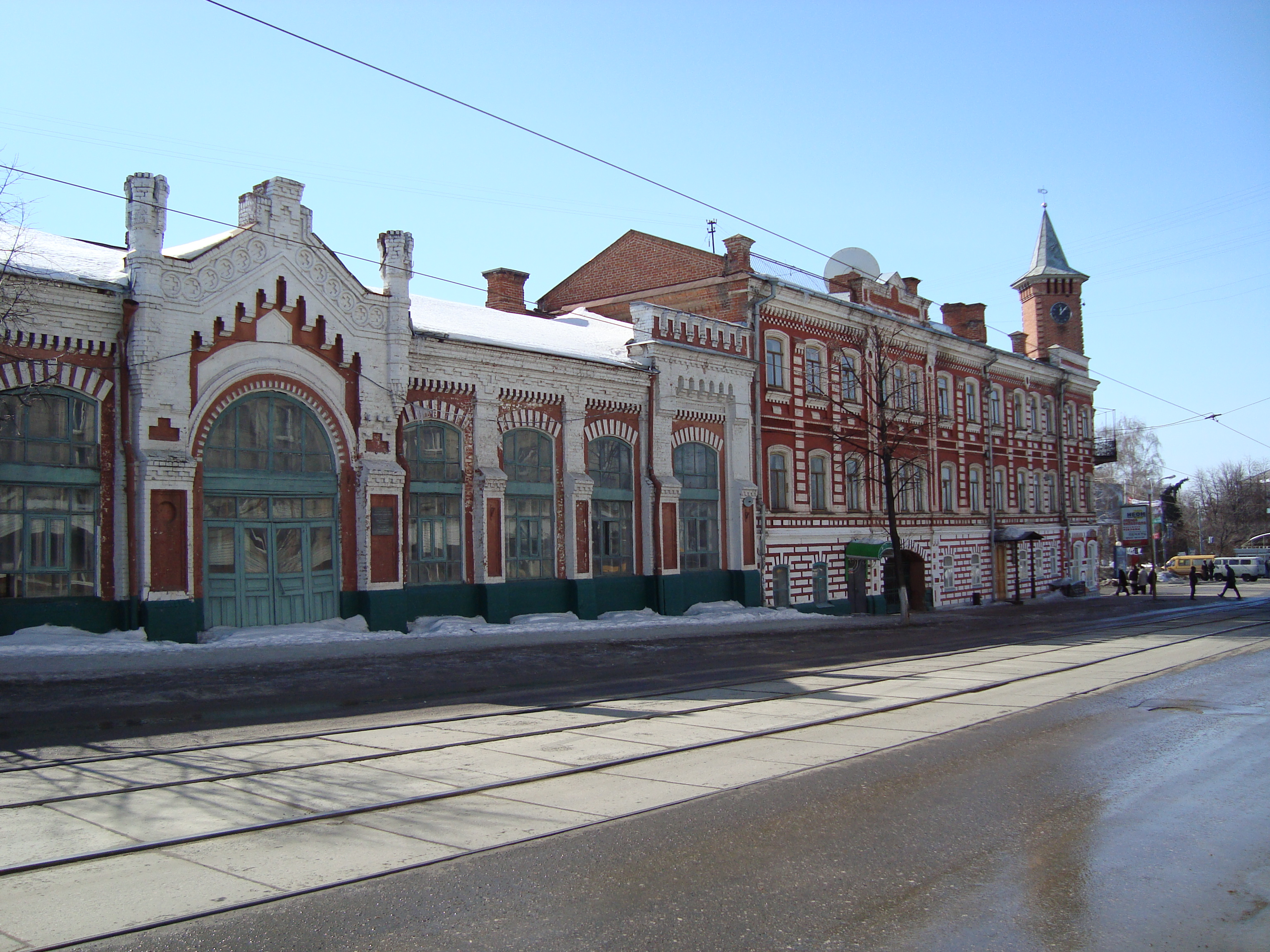
Дом Гончарова и пристрой «Склад-магазин для земледельческих орудий».
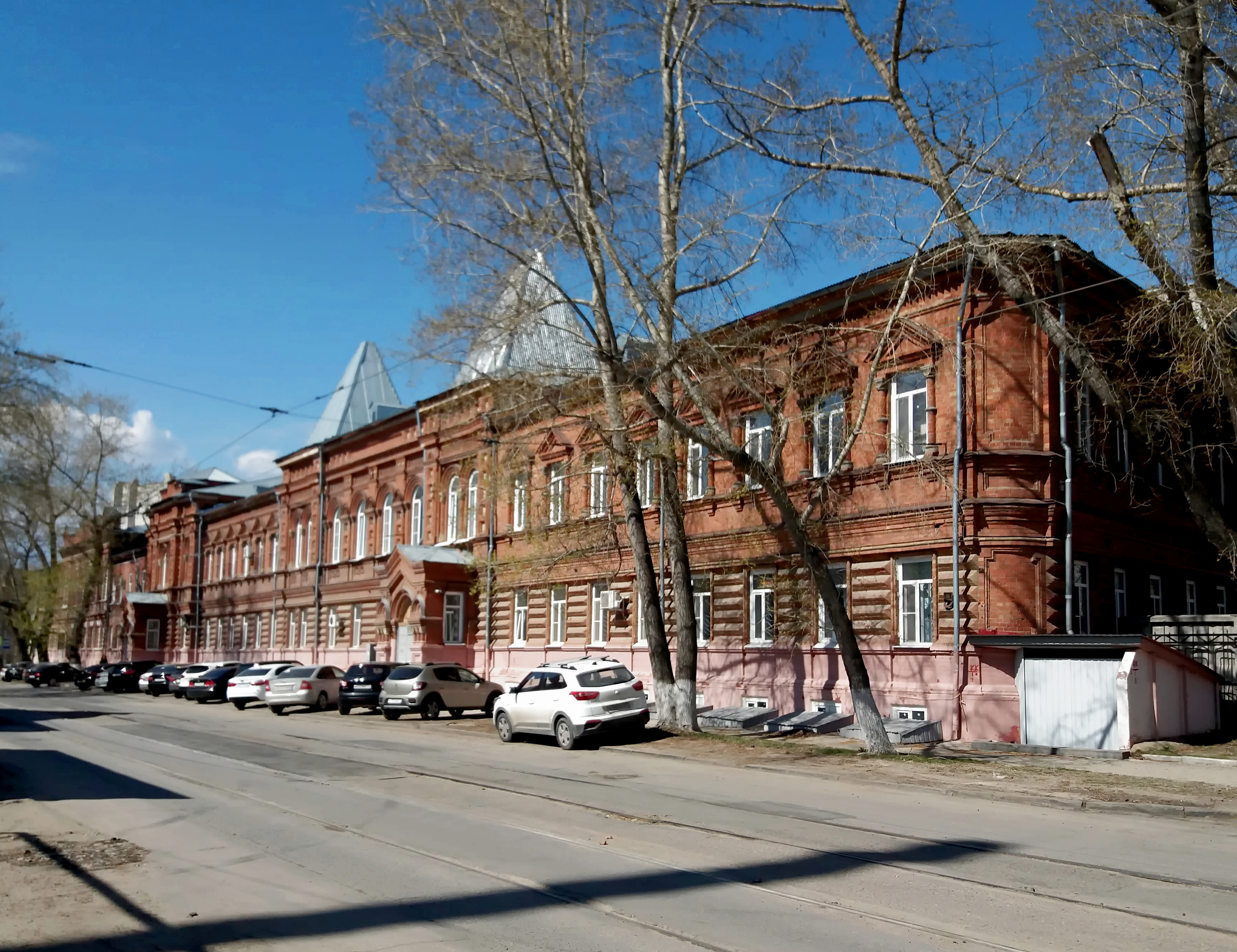
Здание УИ ГА.
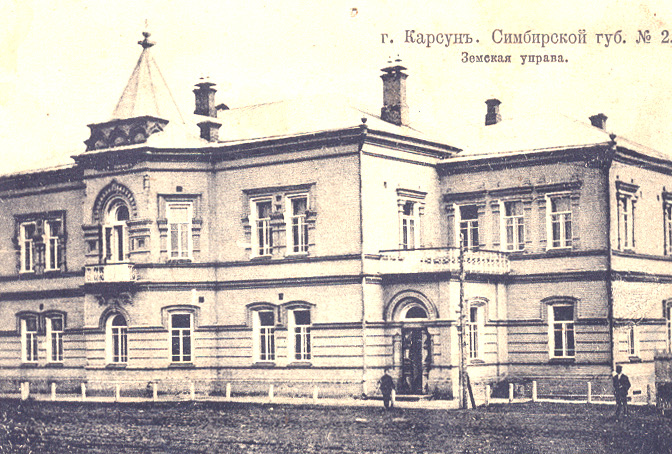
Карсунская земская управа, на открытке конца XIX века.
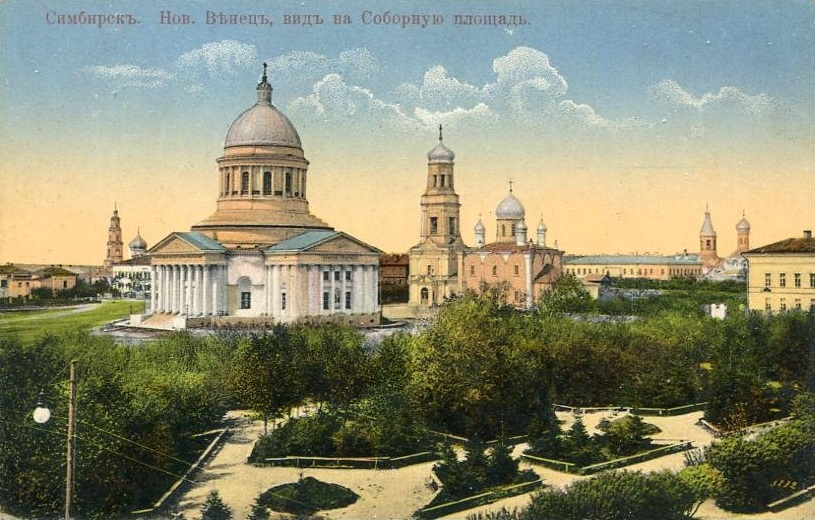
Симбирск, открытка 1900 г. Вид на Соборную площадь, Троицкий собор — Николаевская церковь.
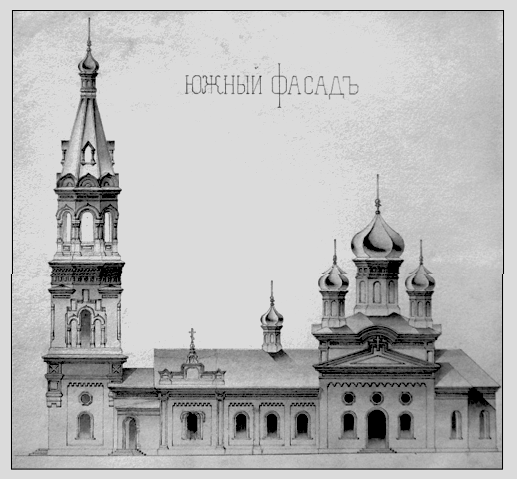
Проект Всесвятской церкви (Симбирск).
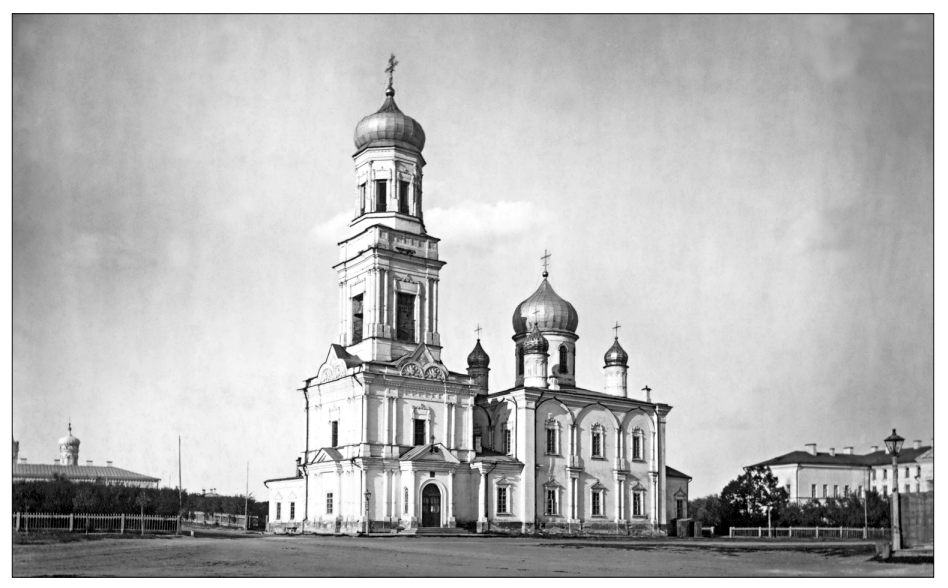
Николаевский собор (Симбирск).
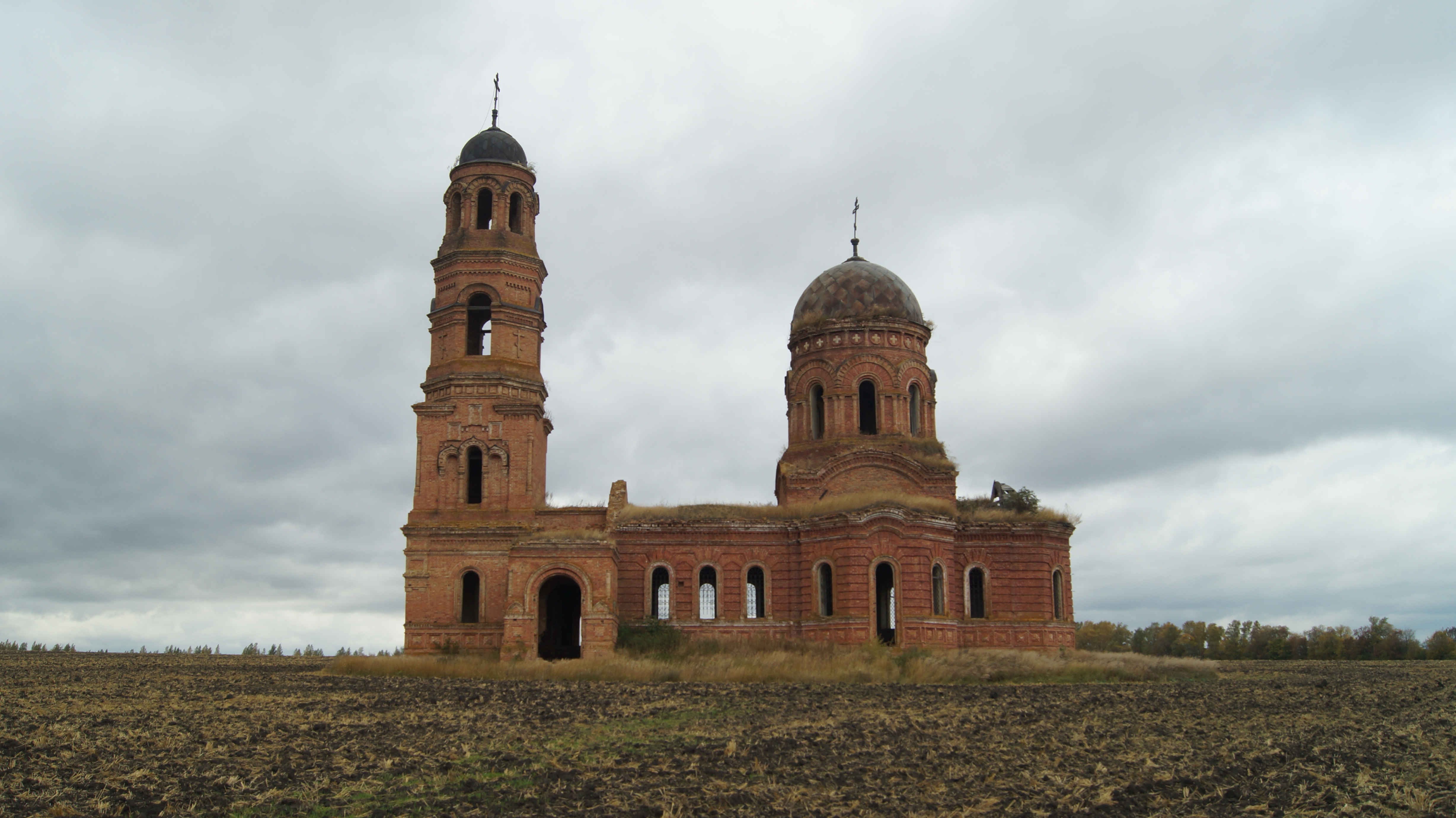
Петропавловская церковь (Еделево).
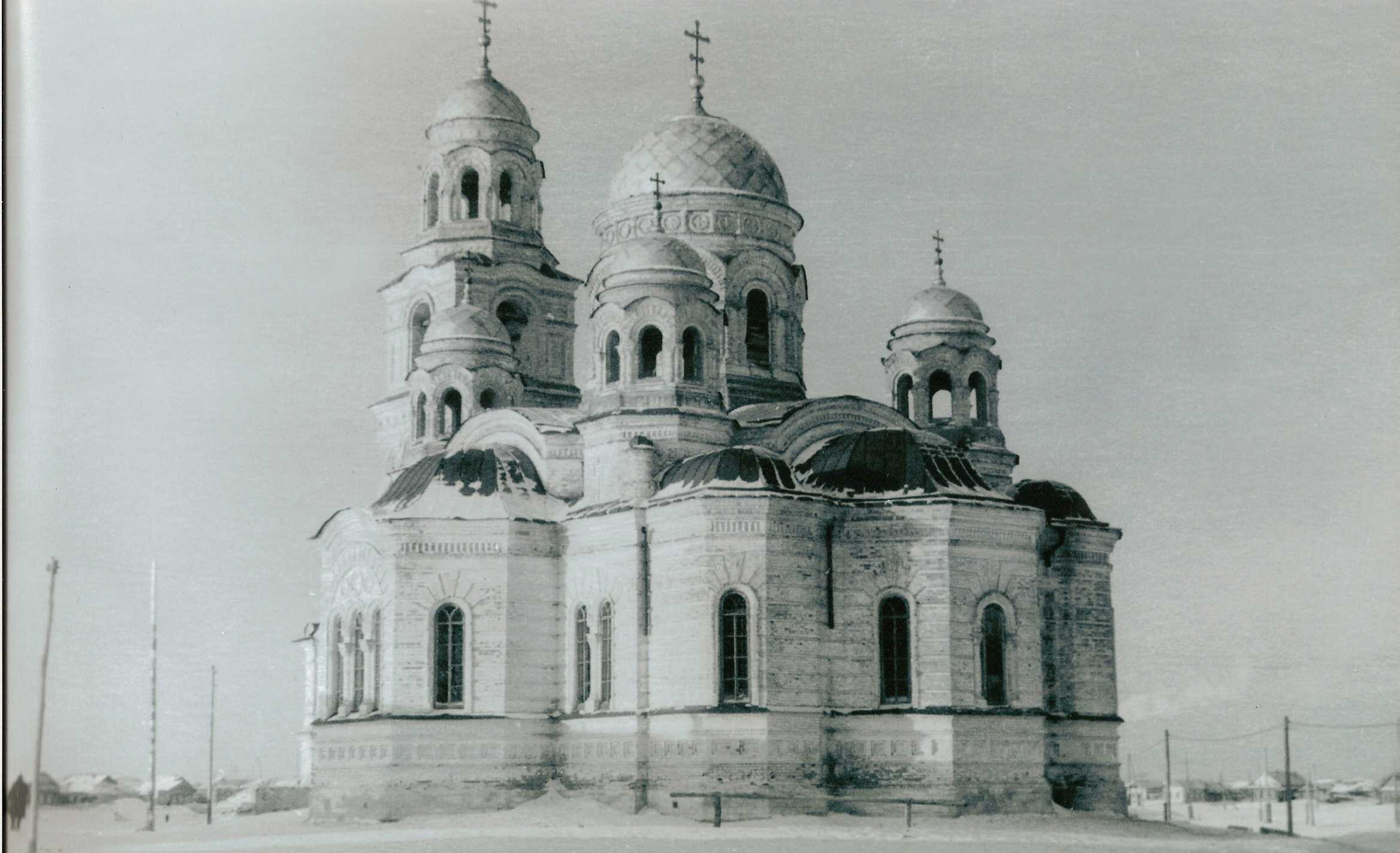
Покровский храм (Чердаклы).